# Kalkfly
Kalkfly (Tyta luctuosa) är en fjärilsart som beskrevs av Ignaz Schiffermüller 1776. Kalkfly ingår i släktet Tyta och familjen nattflyn. Enligt den svenska rödlistan är arten nära hotad i Sverige. Arten förekommer i Götaland, Gotland och Öland samt tillfälligtvis även i Svealand. Artens livsmiljö är jordbrukslandskap. Inga underarter finns listade i Catalogue of Life.

## Bildgalleri

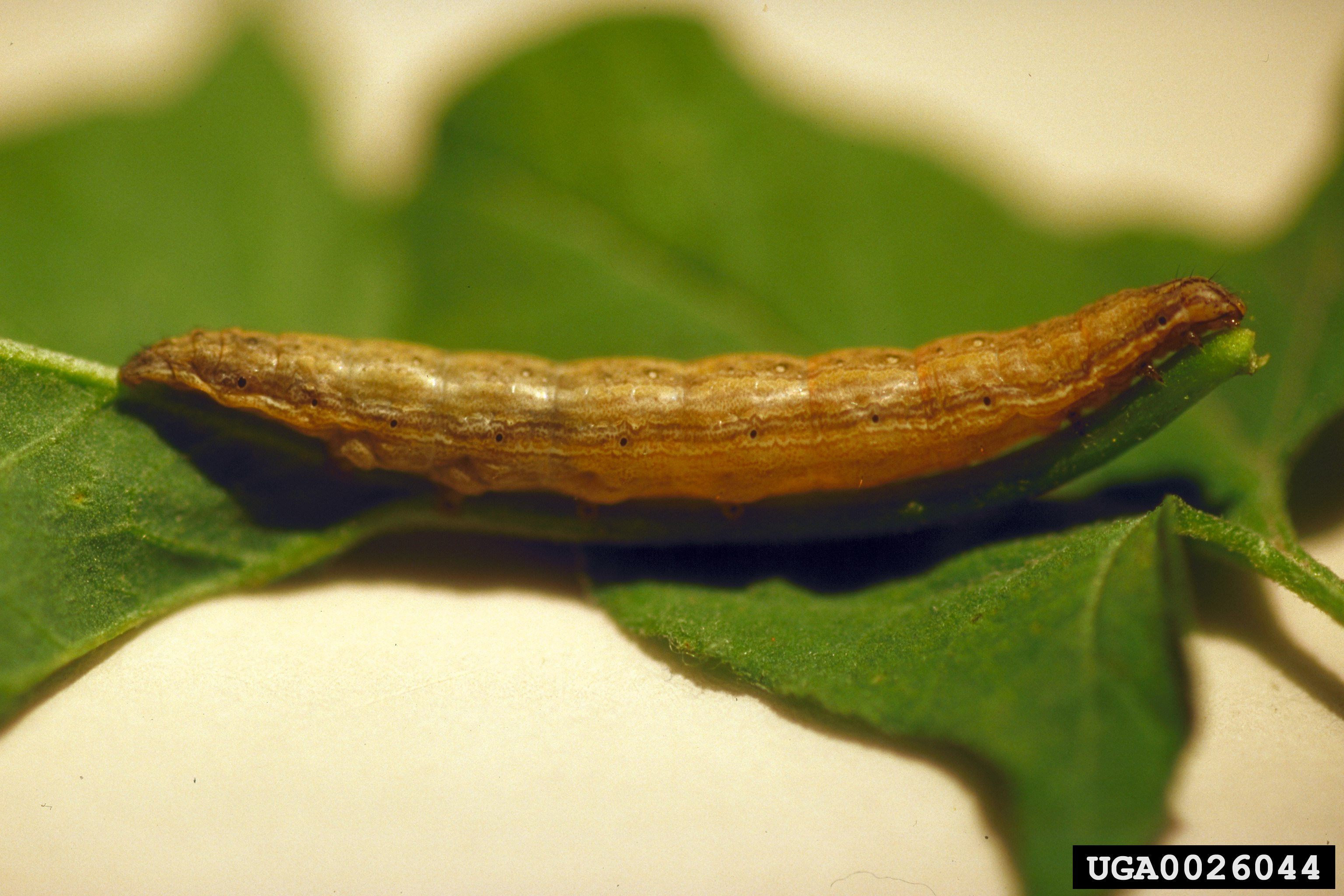